# Satyrus armilla
Satyrus armilla är en fjärilsart som beskrevs av Hans Fruhstorfer 1908. Satyrus armilla ingår i släktet Satyrus och familjen praktfjärilar. Inga underarter finns listade.